# РДС-1
РДС-1 (рус. реактивный двигатель специальный; специјални млазни мотор) је био први совјетски нуклеарни тест, 29. августа 1949. у Семипалатинску (Казахстан). Јачина експлозије износила је 22 килотона ТНТ-а, јачине сличне напада на Нагасаки. На инсистирање Лаврентија Берије, оружје је било више-мање копија америчке бомбе "Дебељко". Совјети су догађај такође назвали „Прва муња“, а западњаци „Џо 1". Америчко шифровано име се односи на тадашњег совјетског лидера Јосифа Стаљина.
Развој овог оружја изненадио је западна војна-обавештајна предвиђања, те шокирао њихове политичке кругове.